# Audre precaria
Audre precaria är en fjärilsart som beskrevs av Schweizer och E. Alison Kay 1941. Audre precaria ingår i släktet Audre och familjen Riodinidae. Inga underarter finns listade i Catalogue of Life.